# Piramide di Micerino
La Piramide di Micerino o Menkaura, eretta nell'ultima area libera dell’altopiano roccioso di Giza, era il cenotafio del sovrano denominato Neter Menkaura ossia «Divino [è] Micerino».

## Struttura
- Altezza totale iniziale 65,5 metri.
- Altezza odierna 62 metri.
- Base quadrata con lato di 103,4 metri.
- Angolo basale 51°20'25".
- Volume (arr) 252.500 m³.

## Caratteristiche esterne

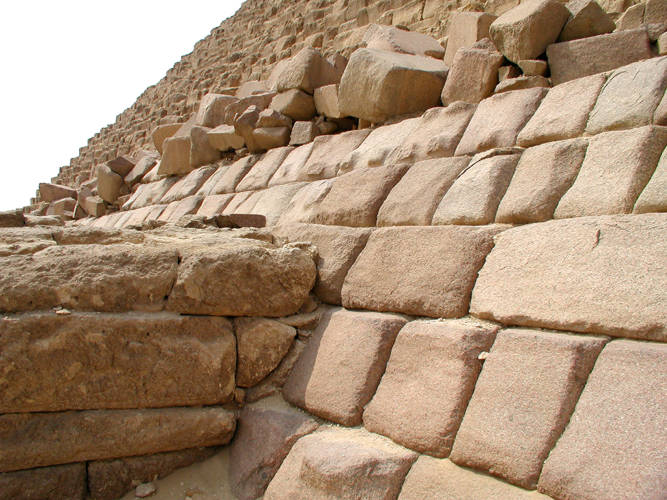
Rivestimento esterno in granito

Costruita circa 450 metri a sud-ovest rispetto alla piramide di Chefren, dimostra la fretta del costruttore, che la edificò in più riprese, materiali vari e varie tecniche. Ed è stata costruita nel 2510 a.c. circa 
Il suo volume non supera i 250.000 m³ ossia un decimo di quella di Cheope presentando la particolarità dei blocchi molto più grandi anche di quella di Chefren, ma le facce della piramide hanno superfici imperfette e le pietre sembrano sistemate senza l'armonia delle altre due.
In origine la piramide avrebbe dovuto essere tutta ricoperta di granito rosso di Assuan ma la prematura morte di Micerino la fece frettolosamente terminare dal XVI corso in su con il bianco calcare di Tura.
Il lato nord conserva parte del rivestimento, che però verso l'alto non risulta liscio dando così l'impressione di un lavoro non terminato.
Vi è anche un'ampia breccia, dovuta al figlio di Saladino, al-Malik al-ʿAzīz ʿUthmān b. Yūsuf, che l'aprì nel 1196 per cercare l'aureo corredo funerario del sovrano Micerino.
Fu l'ultima piramide costruita con maestria, mentre le successive sono oggi solamente un cumulo di macerie.

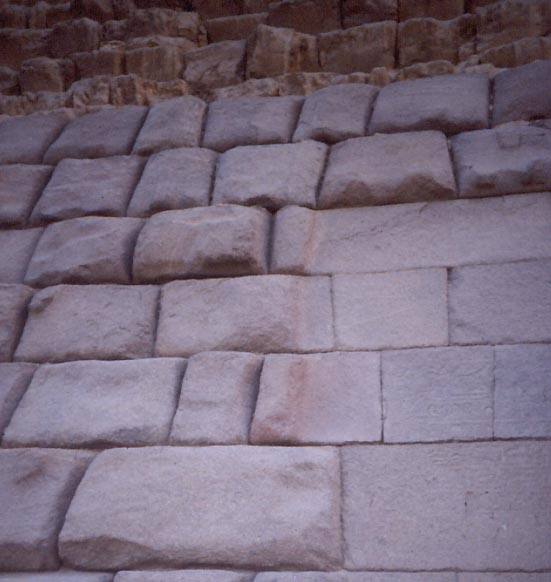
Rivestimento esterno in granito
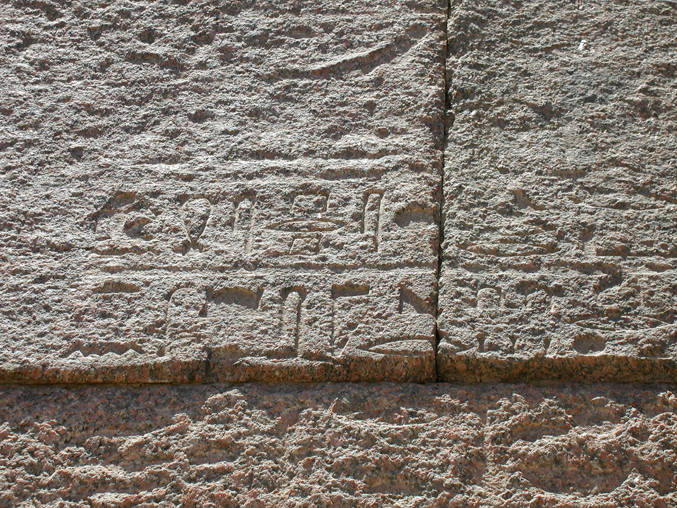
Geroglifici sul rivestimento esterno

## Caratteristiche interne

Sezione della piramide

L'interno della piramide è molto complesso, presenta un ingresso a nord a circa 4 metri d'altezza ed una discenderia rivestita in granito rosa di circa 32 metri e con un'inclinazione di 26° che conduce ad un vestibolo decorato con bassorilievi con il motivo a "facciata di palazzo" ed un successivo grande corridoio di circa 13 metri di lunghezza, 4 metri di larghezza e 4 metri di altezza.
Questo corridoio sbocca nell'originale camera funeraria posta 6 metri sotto il livello del suolo che presenta una fossa, nel pavimento, atta ad accogliere un sarcofago e dalla quale parte un corridoio che conduce nel nulla e che nel progetto originale doveva sfociare all'esterno, prima del cambio di progetto in corso d'opera.
Dopo la variazione del progetto ed ampliamento della piramide, una rampa con finta volta in granito rosa porta alla definitiva camera funeraria, orientata sull'asse nord-sud come negli antichi sepolcri, che conteneva il sarcofago, decorato sempre a facciata di palazzo ed oggi disperso.
La ricchezza della piramide è data dalla massiccia presenza del granito proveniente dalle lontane cave dell'Alto Egitto pietra molto dura ed estremamente difficoltosa da lavorare.
Il granito fu asportato già dal 500 d.C. e nel 1827 il pascià Muhammad Alì lo usò per la costruzione dell'arsenale di Alessandria.
Una caratteristica notata dagli studiosi è che i segni lasciati sulle pareti dagli attrezzi degli operai egizi indicano con certezza che il primo corridoio inferiore è stato scavato dall'interno verso l'esterno mentre il secondo, quello superiore esattamente dall'esterno verso l'interno.

## Piramidi secondarie
A fianco della piramide di Micerino vennero erette tre piramidi più piccole, che furono saccheggiate già nell'antichità. Al loro interno restano le gallerie che portano alle camere funerarie che in origine contenevano  i sarcofagi delle spose del faraone e forse di alcuni dei suoi figli.

## Tempio funerario
Il tempio funerario di Micerino era situato sull'altopiano di Giza ad oriente della propria piramide.

Legenda:
a - Rampa processionale
b - Vestibolo
c - Cortile
d - Atrio con pilastri in granito
e - Cappella funeraria con falsa porta
f - Magazzini
g - Anticamera quadrata
h - Piramide

Purtroppo non resta molto del tempio perché, iniziato in pietra da Micerino, fu finito dal figlio Shepseskaf per la prematura scomparsa del padre e per urgenti esigenze di culto terminò l'edificio in mattoni crudi intonacati che non hanno resistito al trascorrere del tempo nonostante restauri e ampliamenti durante la VI dinastia.
Costruito ad est della piramide, aveva una struttura complessa con numerosi ambienti ed era unito mediante una rampa processionale discendente lunga circa 600 metri, al tempio a valle.
Alcune cronache pervenuteci ci dicono che era ancora intatto nel XVIII secolo ma quando nel 1906 l'archeologo George Reisner iniziò la ricerca del tempio trovò solo il perimetro con le fondamenta ed il lato est con blocchi di circa 200 tonnellate di peso.

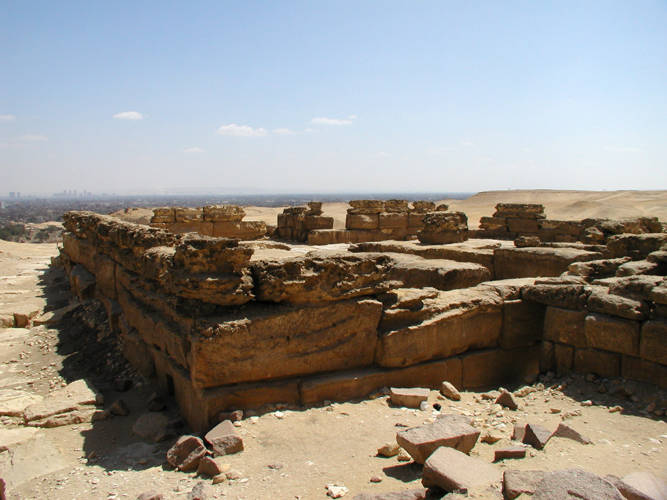
Resti del tempio funerario

Il tempio, progettato da Micerino, aveva tutte le caratteristiche di una monumentale grandiosità e ricalcava quello di Cheope. Ma il sovrano poté costruire solo il portico ad ovest, il cortile e la sala delle nicchie con il rivestimento a facciata di palazzo.
Attraverso un corridoio si giunge in un atrio con sei pilastri in granito che immette direttamente nel santuario mentre lateralmente vi sono una serie di ambienti e magazzini.
La parte riservata al culto sacerdotale era la cappella funeraria in cui una depressione sul pavimento indicava la presenza di una falsa porta e relativa tavola delle offerte.
Una sala ad ovest ospitava la statua del re ed una barca solare.
Nel tempio funerario furono rinvenuti da Resner nel 1907 i frammenti di due statue in alabastro di Micerino che erano sepolte vicino al muro esterno di uno dei magazzini in una galleria scavata in un canale per il deflusso delle acque e seppelliti da sabbia e detriti.

## Galleria d'immagini

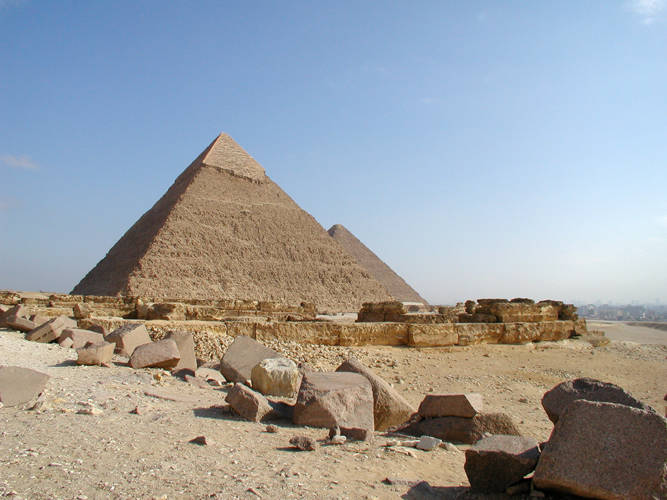
In primo piano resti del tempio funerario
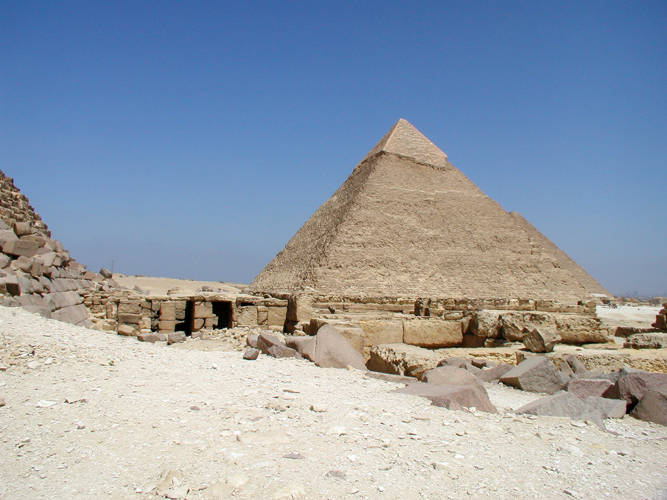
In primo piano resti del tempio funerario
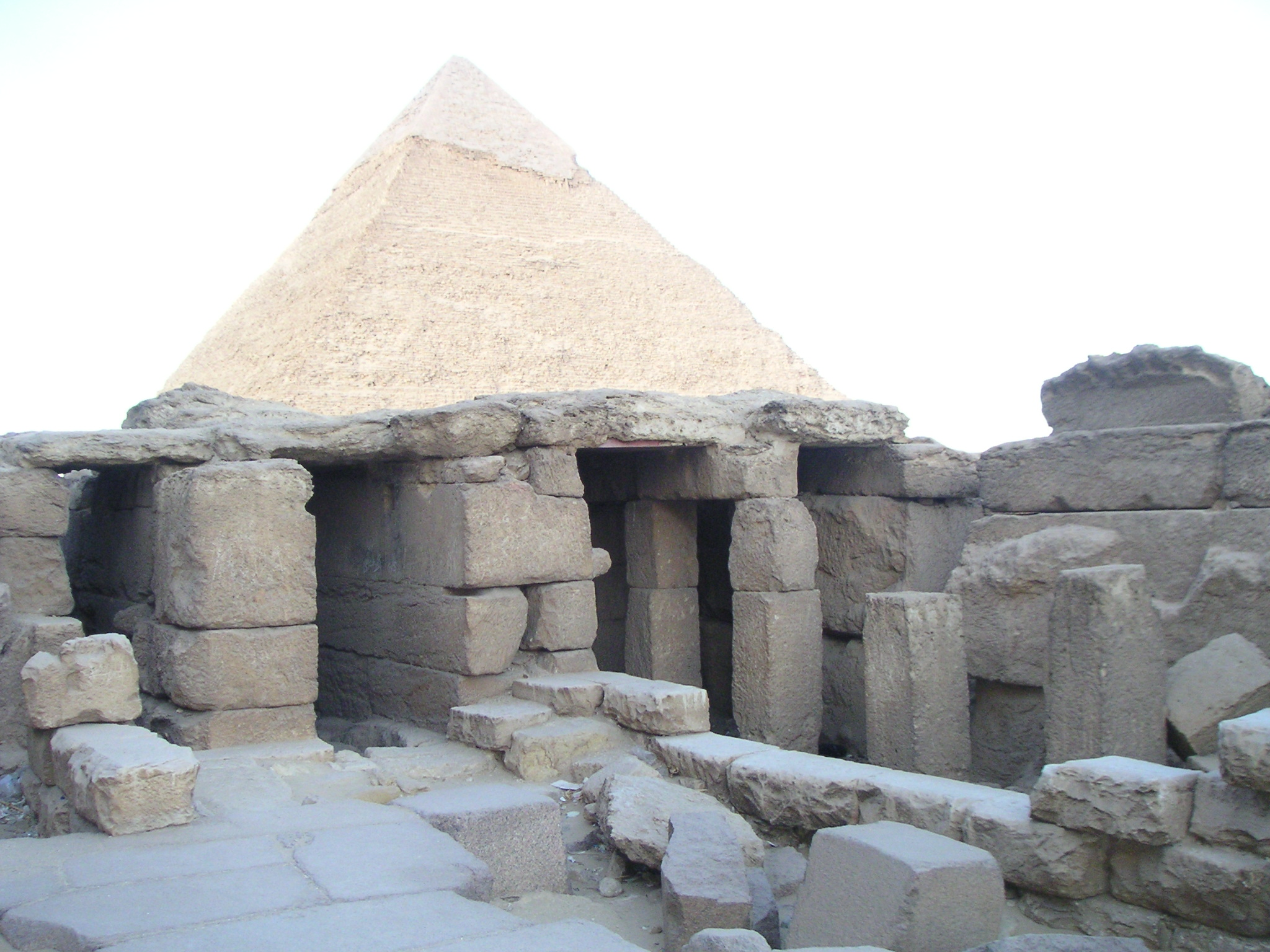
Tempio funerario
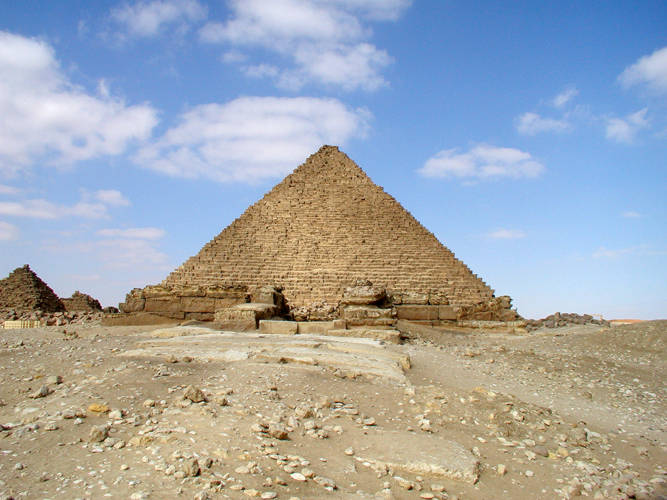
Rampa processionale
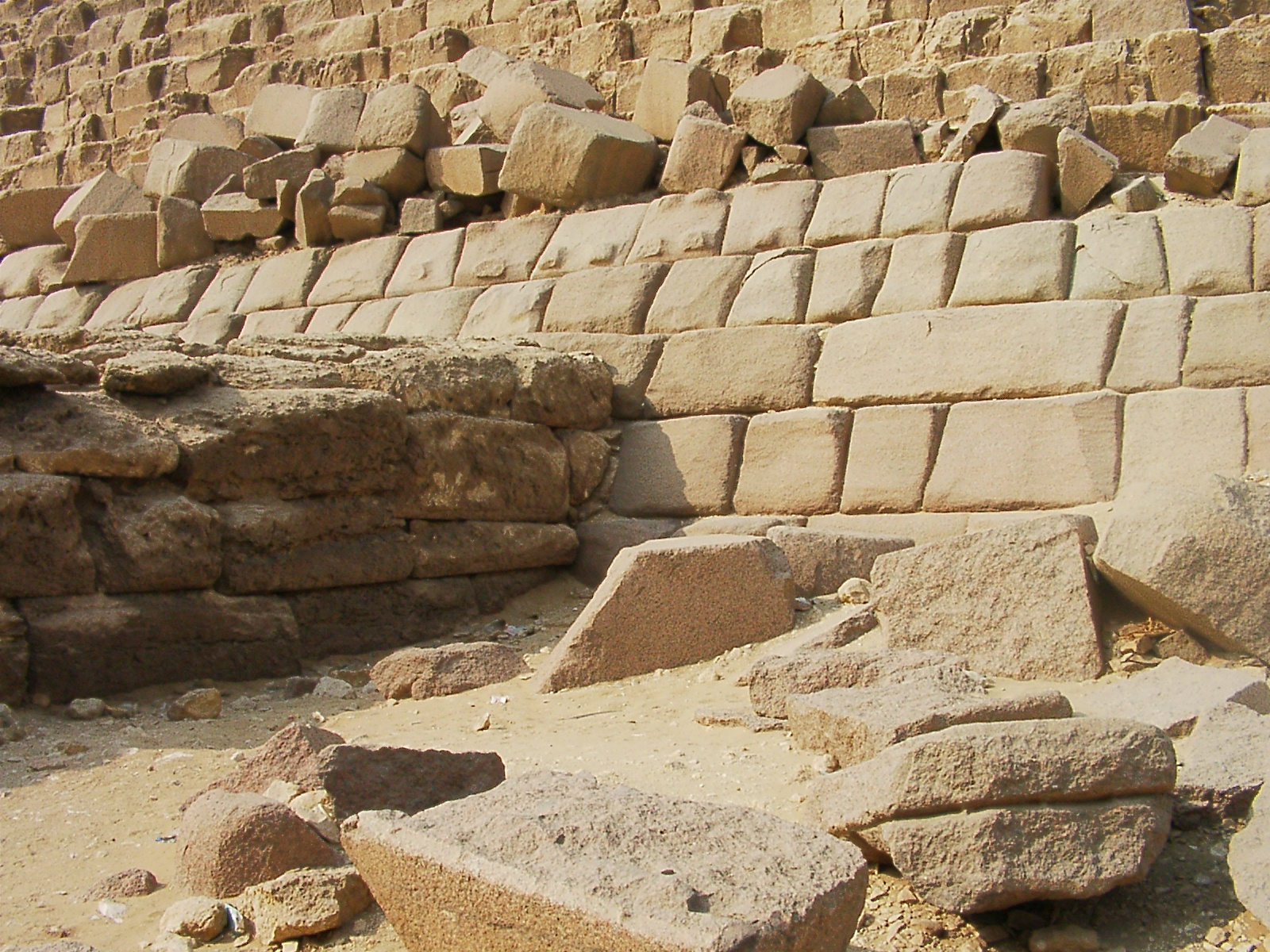
Tempio funerario direttamente connesso alla piramide
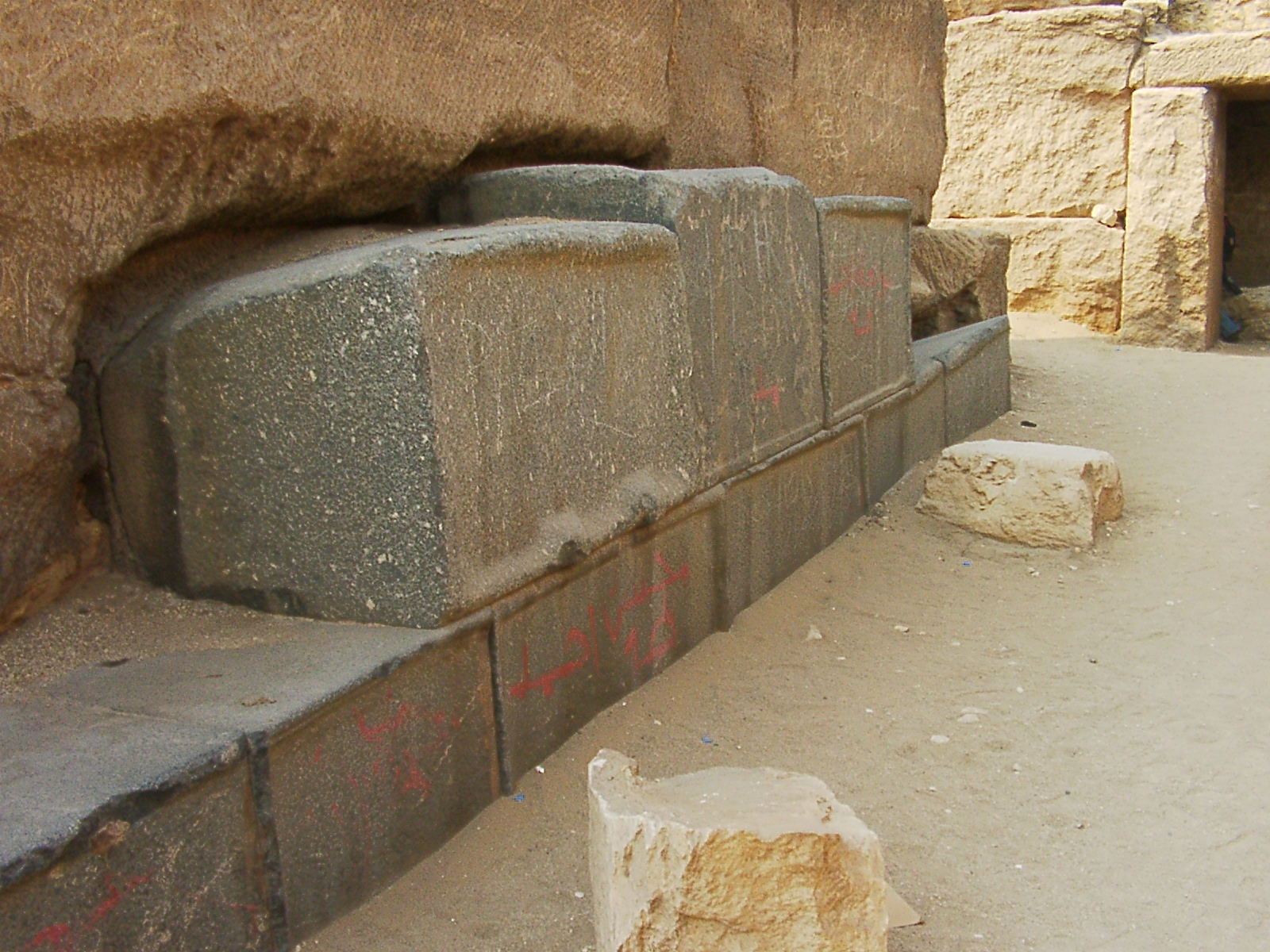
Rivestimento in granito
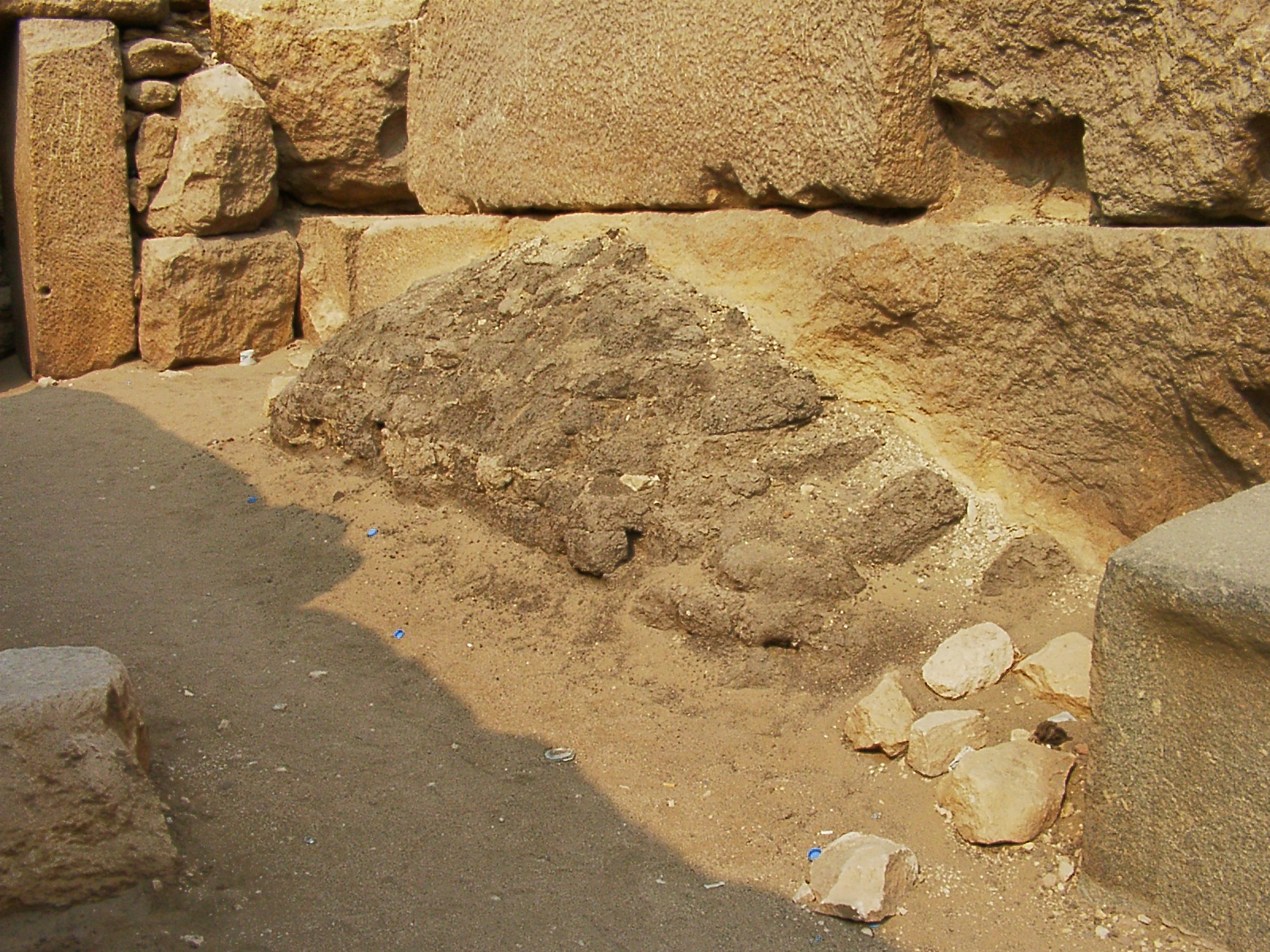
Mattoni crudi
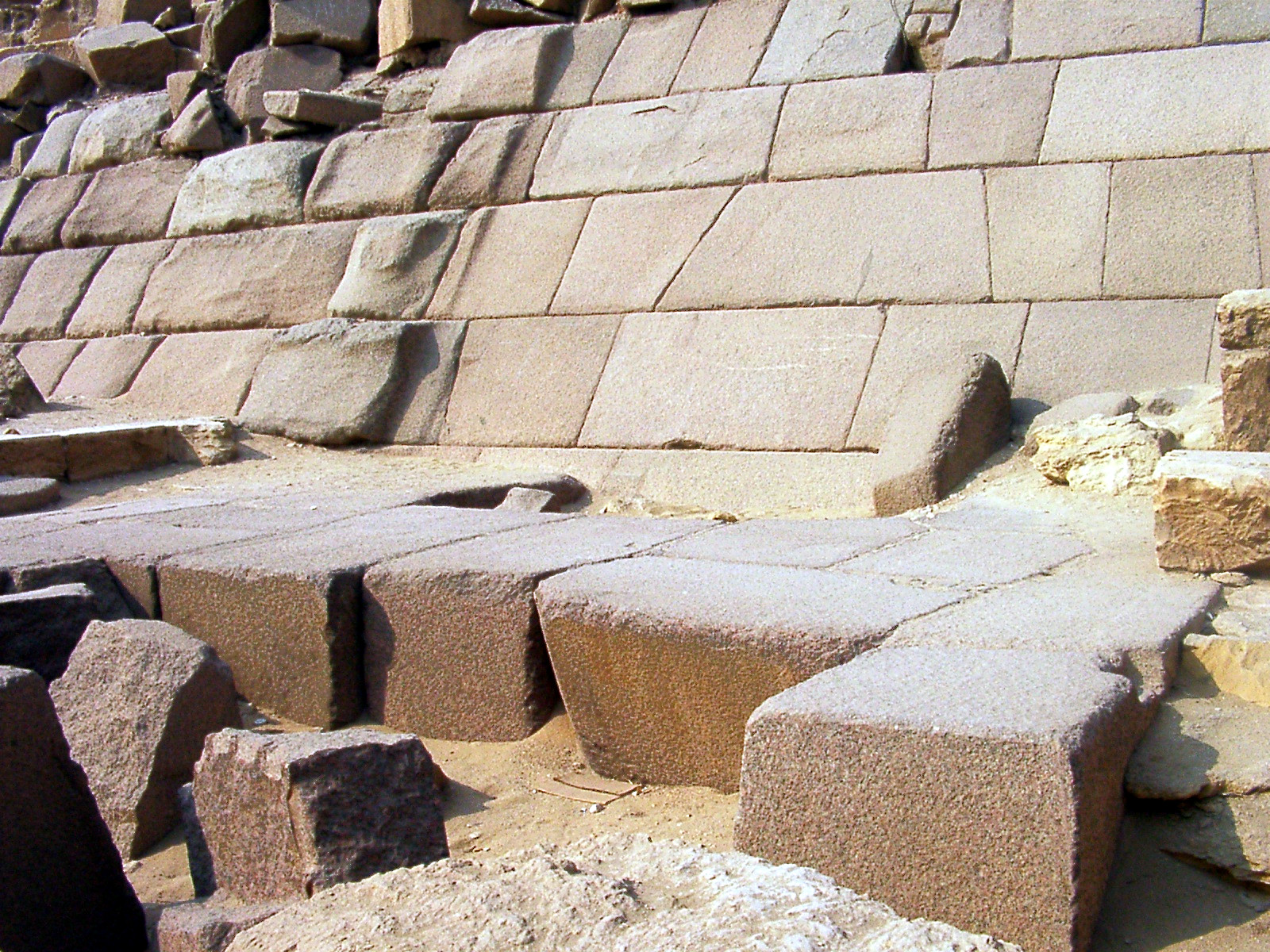
Rivestimento irregolare della piramide visto dal tempio

## Tempio a valle
Il tempio a valle di Micerino era l'edificio del complesso funerario piramidale adibito al culto del sovrano relativamente all'imbalsamazione, alla cerimonia di apertura della bocca ed era situato nella valle, vicino alle sponde del Nilo.

Pianta del tempio a valle di Micerino

Nel 1908, l'archeologo George Reisner iniziò la ricerca del tempio a valle, terminato dal figlio di Micerino, Shepseskaf, in mattoni crudi come il tempio funerario e del quale quasi nulla ci è pervenuto.
L'edificio che era collegato al tempio funerario da una rampa processionale ascendente lunga oltre 600 metri, presentava un ingresso, un vestibolo con quattro colonne, magazzini, corridoi ed un cortile con sei colonne dal quale si accedeva al santuario circondato da varie stanze.
Qui, Reisner, nel luglio del 1908, scoprì le splendide triadi in scisto, nel complessivo numero di otto, di cui quattro in frammenti e quattro intatte delle quali tre sono conservate al museo de Il Cairo ed una al  Museum of Fine Arts di Boston.
Nel gennaio del 1909, ritrovò la famosa diade, oggi al museo di Boston, ma nel complesso il tempio restituì numerose statue in varie fasi di lavorazione che hanno consentito successivamente di ricostruire il metodo usato dagli Egizi nella statuaria.
Gli egittologi ipotizzano che in origine vi fossero tante triadi quanti i nòmi ed i gruppi statuari rappresentavano le offerte votive per il ka del sovrano che pervenivano da ogni parte dell'Egitto.

## Galleria d'immagini

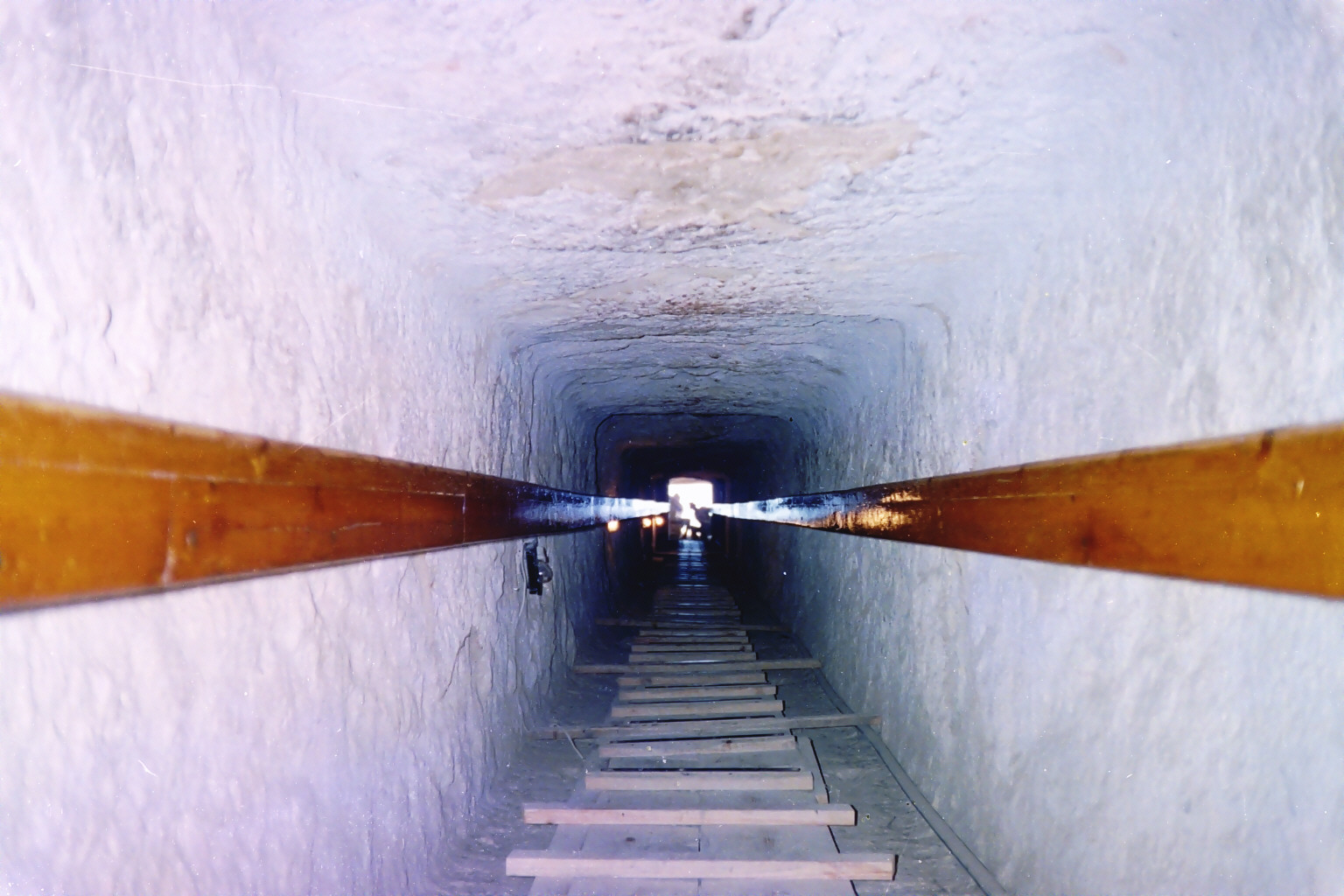
Discenderia
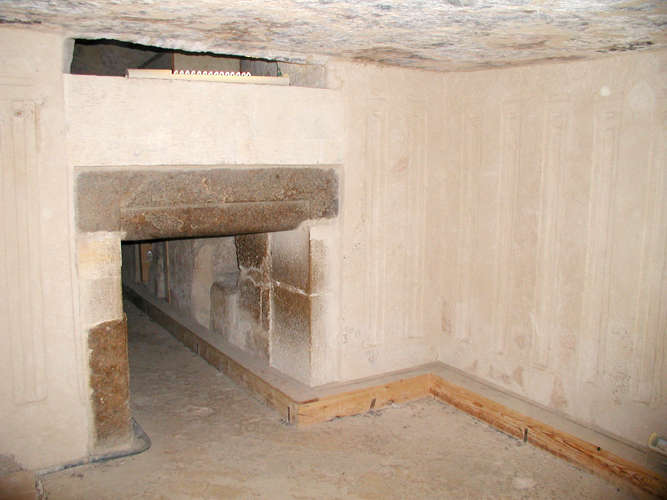
Rivestimento interno "a facciata di palazzo"
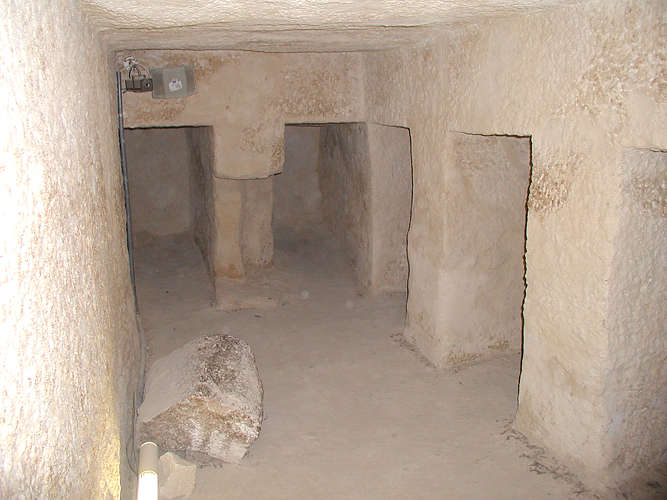
Camera con cinque nicchie per statue
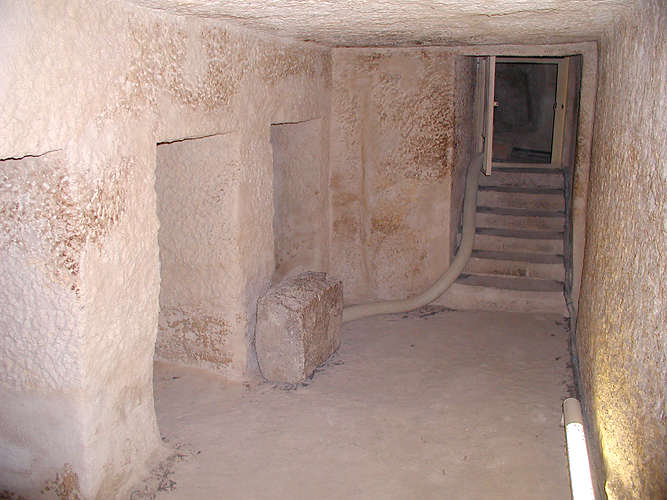
Camera con cinque nicchie per statue
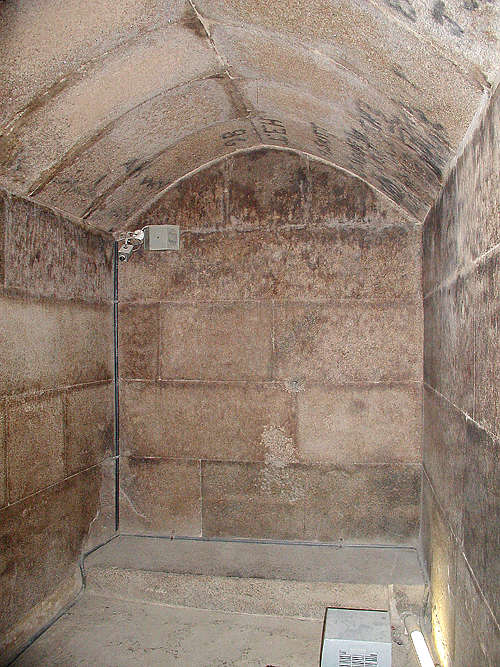
Camera funeraria
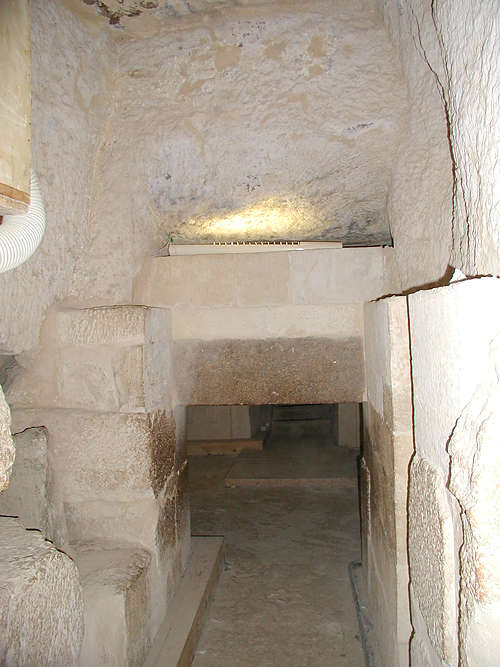
Scanalature di sbarramento

## Storiografia

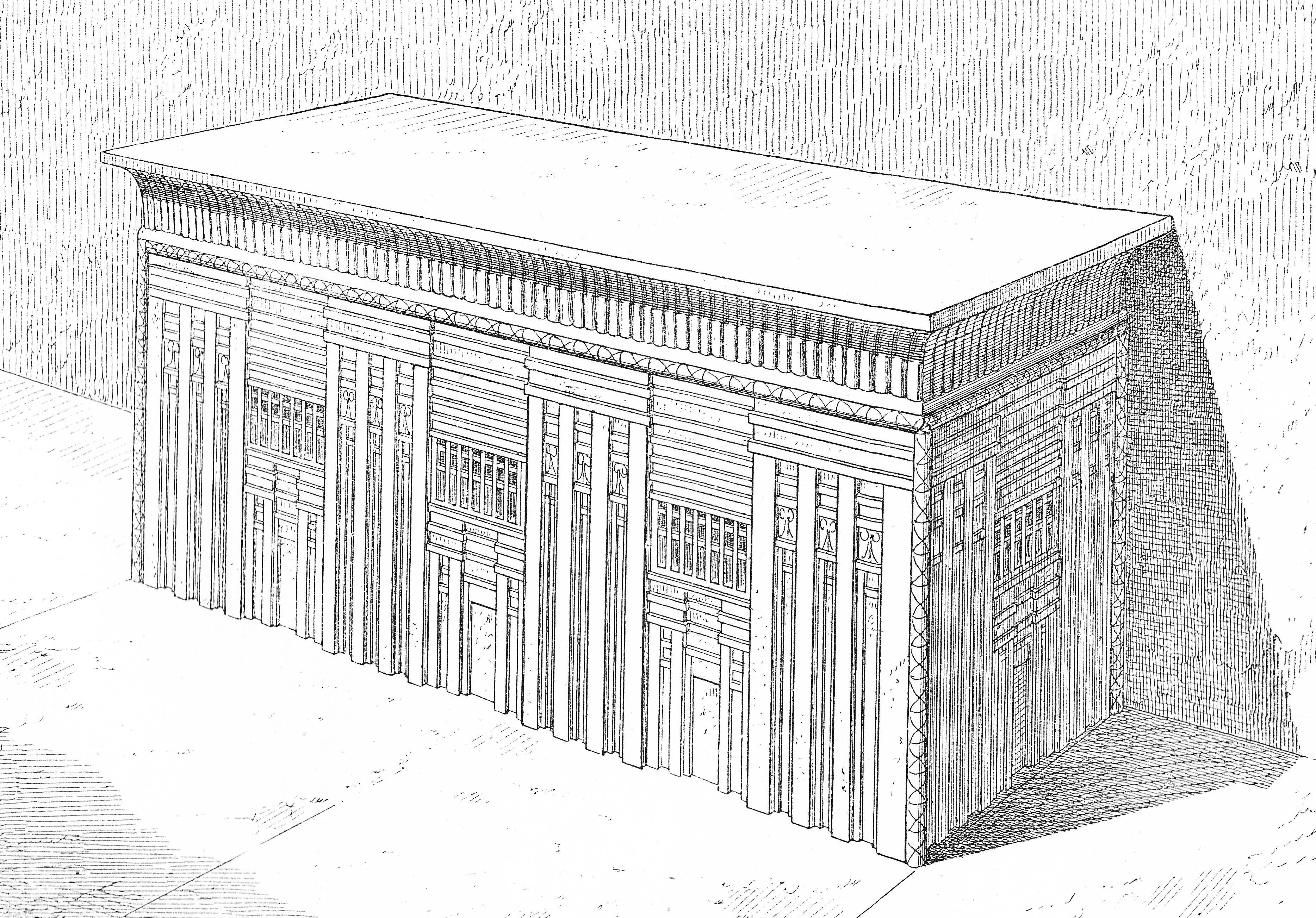
Sarcofago a facciata di palazzo e con cornice a gola egizia

Gli studi sulla piramide di Micerino confermano che fu costruita in modo non omogeneo, terminata solo dopo la morte del sovrano dal figlio Shepseskaf e già in tempi remoti sparì la memoria dell'ingresso.
L'ufficiale britannico Richard William Howard Vyse e lo studioso John Shea Perring lo cercarono nel 1837, riuscendo, a penetrare attraverso la breccia aperta dal figlio del Saladino ma senza poter raggiungere la camera funeraria. Alla fine, liberarono il lato nord ed il 29 luglio 1837 a 4 metri dal suolo trovarono l'entrata. Raggiunta la prima camera funeraria rinvennero un sarcofago ligneo di epoca saitica, forse dovuto ad un restauro della tomba, su cui vi era il nome di Menkaure ed i resti mummificati di un uomo, forse ladro di tombe. Nella seconda camera, gli scopritori, trovarono un meraviglioso sarcofago di basalto decorato a "Facciata di palazzo" e con modanatura a gola egizia purtroppo vuoto, con il coperchio spezzato e di cui, fortunatamente, ci è pervenuto il disegno e la descrizione. Poi, nel 1838, il prezioso reperto prese la via del British Museum ma affondò in mare al largo di Cartagena, insieme alla nave Beatrice che lo trasportava.

## Racconti e leggende
Più modesta delle illustri vicine, la piramide restò incompiuta perché come narra Erodoto, il sovrano Micerino aveva più interesse verso la figlia che a terminare la piramide. In realtà questo fantasioso racconto non trova altra conferma storica e la causa è forse da ricercarsi nel carattere del sovrano meno ambizioso dei suoi predecessori.
Un altro racconto sempre riferito ad Erodoto diceva che un oracolo avrebbe predetto al sovrano solo sei anni di vita. Micerino fece accendere allora migliaia di lampade affinché fosse sempre giorno e gli anni si raddoppiassero a dodici. Anni che passò cercando solo i piaceri e le delizie dell'esistenza escludendo le tribolazioni di una costruzione notevole come una piramide.
Una leggenda racconta che il sovrano Cheope fece giurare al figlio Chefren e al nipote Micerino che le loro piramidi sarebbero state edificate di dimensioni più piccole della sua e così il figlio per aggirare il giuramento costruì la sua più piccola ma su terreno rialzato ed il nipote invece l'avrebbe resa la più preziosa usando materiali come il granito, basalto ed alabastro.
Di sicuro questa piramide non fu costruita da schiavi incatenati e frustati in quanto in un decreto dello stesso Micerino viene ordinato che "... nessun uomo esegua lavoro forzato ma secondo la propria soddisfazione".